# Nychioptera opada
Nychioptera opada är en fjärilsart som beskrevs av John G. Franclemont 1966. Nychioptera opada ingår i släktet Nychioptera och familjen nattflyn. Inga underarter finns listade i Catalogue of Life.